# アン・ジンフィ
アン・ジンフィ（1991年3月6日 - ）は、韓国のソウル出身のプロアイスホッケー選手。ポジションはフォワード。アジアリーグアイスホッケーのHLアニャンに所属。

## 経歴
景福高等学校から高麗大学へ進学。
2013-2014シーズンはフィンランドの2部リーグであるメスティスのキエッコ・バンタでプレーした。同年でハルラに復帰した。
2014-2015シーズンに安養ハルラに入団。
2017-2018シーズンからはデミョン・サンムでプレーした。
2019-2020シーズンにハルラに復帰。
2023-2024シーズンはチームが2シーズン連続となる8度目の優勝を果たし、アンも優勝を経験することになった。